# Duisburg Dockers
I Duisburg Dockers sono una polisportiva di Duisburg, in Germania.
La società comprende squadre di baseball, softball, wrestling, cheerleading e ha avuto una sezione di football americano, la cui parte femminile ha disputato la Damenbundesliga

## Storia
La squadra è stata fondata nel 1986. Nel 1991 la sezione di football americano femminile si è separata andando a fondare le Mülheim Shamrocks.
Nel 2009 la sezione di football americano si fuse coi Niederrhein Thunderbirds andando a formare i Duisburg Thunderbirds, ma riprese il nome Dockers nel 2013.

## Football americano

### Dettaglio stagioni

#### Tornei nazionali

##### Campionato

###### Damenbundesliga
| Stagione | regular season | regular season | regular season | regular season | regular season | regular season | playoff | playoff | playoff | playoff | playoff | playoff   | playoff    |
|          | Vin            | Par            | Per            | Tot            | PF             | PS             | Vin     | Per     | Tot     | PF      | PS      | risultato | avversaria |
| -------- | -------------- | -------------- | -------------- | -------------- | -------------- | -------------- | ------- | ------- | ------- | ------- | ------- | --------- | ---------- |
| 1990     | ?              | ?              | ?              | ?              | ?              | ?              | ?       | ?       | ?       | ?       | ?       | ?         | ?          |
| 1991     | ?              | ?              | ?              | ?              | ?              | ?              | ?       | ?       | ?       | ?       | ?       | ?         | ?          |
| Totale   | ?              | ?              | ?              | ?              | ?              | ?              | ?       | ?       | ?       | ?       | ?       |           |            |

Fonti: Enciclopedia del Football - A cura di Roberto Mezzetti

###### 2. Bundesliga
| Stagione | regular season | regular season | regular season | regular season | regular season | regular season | playoff | playoff | playoff | playoff | playoff | playoff   | playoff    |
|          | Vin            | Par            | Per            | Tot            | PF             | PS             | Vin     | Per     | Tot     | PF      | PS      | risultato | avversaria |
| -------- | -------------- | -------------- | -------------- | -------------- | -------------- | -------------- | ------- | ------- | ------- | ------- | ------- | --------- | ---------- |
| 1993     | 0              | 0              | 12             | 12             | 30             | 417            | -       | -       | -       | -       | -       | -         | -          |
| Totale   | 0              | 0              | 12             | 12             | 30             | 417            | -       | -       | -       | -       | -       |           |            |

Fonti: Enciclopedia del Football - A cura di Roberto Mezzetti

###### Regionalliga
| Stagione | regular season | regular season | regular season | regular season | regular season | regular season | playoff | playoff | playoff | playoff | playoff | playoff   | playoff    |
|          | Vin            | Par            | Per            | Tot            | PF             | PS             | Vin     | Per     | Tot     | PF      | PS      | risultato | avversaria |
| -------- | -------------- | -------------- | -------------- | -------------- | -------------- | -------------- | ------- | ------- | ------- | ------- | ------- | --------- | ---------- |
| 1991     | 7              | 1              | 2              | 10             | 227            | 101            | -       | -       | -       | -       | -       | -         | -          |
| 1992     | 9              | 0              | 1              | 10             | 410            | 82             | -       | -       | -       | -       | -       | -         | -          |
| Totale   | 16             | 1              | 3              | 20             | 637            | 183            | -       | -       | -       | -       | -       |           |            |

Fonti: Enciclopedia del Football - A cura di Roberto Mezzetti

###### Landesliga (quarto livello)/Oberliga
| Stagione | regular season | regular season | regular season | regular season | regular season | regular season | playoff | playoff | playoff | playoff | playoff | playoff | playoff      | playoff                 |
|          | Vin            | Par            | Per            | Tot            | PF             | PS             | Vin     | Par     | Per     | Tot     | PF      | PS      | risultato    | avversaria              |
| -------- | -------------- | -------------- | -------------- | -------------- | -------------- | -------------- | ------- | ------- | ------- | ------- | ------- | ------- | ------------ | ----------------------- |
| 1987     | 3              | 0              | 5              | 8              | 114            | 131            | -       | -       | -       | -       | -       | -       | -            | -                       |
| 1988     | 4              | 1              | 2              | 7              | 190            | 76             | -       | -       | -       | -       | -       | -       | -            | -                       |
| 1989     | 4              | 0              | 2              | 6              | 172            | 40             | 0       | 0       | 1       | 1       | 6       | 9       | Non promossi | Münster Mammuts         |
| 1990     | 7              | 0              | 1              | 8              | 254            | 67             | -       | -       | -       | -       | -       | -       | -            | -                       |
| 1995     | 3              | 0              | 7              | 10             | 184            | 223            | -       | -       | -       | -       | -       | -       | -            | -                       |
| 1996     | 7              | 0              | 3              | 10             | 213            | 89             | -       | -       | -       | -       | -       | -       | -            | -                       |
| 1997     | 7              | 0              | 3              | 10             | 152            | 95             | -       | -       | -       | -       | -       | -       | -            | -                       |
| 2002     | 5              | 0              | 5              | 10             | 143            | 198            | -       | -       | -       | -       | -       | -       | -            | -                       |
| 2003     | 3              | 0              | 7              | 10             | 110            | 192            | -       | -       | -       | -       | -       | -       | -            | -                       |
| 2004     | 2              | 1              | 7              | 10             | 40             | 186            | -       | -       | -       | -       | -       | -       | -            | -                       |
| 2005     | 4              | 0              | 4              | 8              | 88             | 111            | 0       | 1       | 0       | 1       | 6       | 6       | Playoff      | Recklinghausen Chargers |
| 2006     | 2              | 0              | 6              | 8              | 39             | 267            | -       | -       | -       | -       | -       | -       | -            | -                       |
| 2007     | 0              | 1              | 9              | 10             | 26             | 272            | -       | -       | -       | -       | -       | -       | -            | -                       |
| Totale   | 51             | 3              | 61             | 115            | 1625           | 1947           | 0       | 1       | 1       | 2       | 12      | 15      |              |                         |

Fonti: Enciclopedia del Football - A cura di Roberto Mezzetti

###### Verbandsliga
| Stagione | regular season | regular season | regular season | regular season | regular season | regular season | playoff | playoff | playoff | playoff | playoff | playoff   | playoff    |
|          | Vin            | Par            | Per            | Tot            | PF             | PS             | Vin     | Per     | Tot     | PF      | PS      | risultato | avversaria |
| -------- | -------------- | -------------- | -------------- | -------------- | -------------- | -------------- | ------- | ------- | ------- | ------- | ------- | --------- | ---------- |
| 2001     | 9              | 0              | 1              | 10             | 201            | 35             | -       | -       | -       | -       | -       | -         | -          |
| Totale   | 9              | 0              | 1              | 10             | 201            | 35             | -       | -       | -       | -       | -       |           |            |

Fonti: Enciclopedia del Football - A cura di Roberto Mezzetti

###### Landesliga (sesto livello)
| Stagione | regular season | regular season | regular season | regular season | regular season | regular season | playoff | playoff | playoff | playoff | playoff | playoff      | playoff          |
|          | Vin            | Par            | Per            | Tot            | PF             | PS             | Vin     | Per     | Tot     | PF      | PS      | risultato    | avversaria       |
| -------- | -------------- | -------------- | -------------- | -------------- | -------------- | -------------- | ------- | ------- | ------- | ------- | ------- | ------------ | ---------------- |
| 2009     | 6              | 1              | 1              | 8              | 161            | 87             | 0       | 2       | 2       | 26      | 66      | Quarto posto | Oberberg Bandits |
| 2010     | 2              | 0              | 4              | 6              | 65             | 99             | 1       | 1       | 2       | 21      | 22      | Sesto posto  | Cleve Conquerors |
| 2011     | 4              | 0              | 4              | 8              | 184            | 86             | -       | -       | -       | -       | -       | -            | -                |
| 2012     | 7              | 1              | 2              | 10             | 180            | 96             | -       | -       | -       | -       | -       | -            | -                |
| 2014     | 7              | 0              | 1              | 8              | 290            | 36             | -       | -       | -       | -       | -       | -            | -                |
| Totale   | 26             | 2              | 12             | 40             | 880            | 404            | 1       | 3       | 4       | 47      | 88      |              |                  |

Fonti: Enciclopedia del Football - A cura di Roberto Mezzetti